# Marc Webb

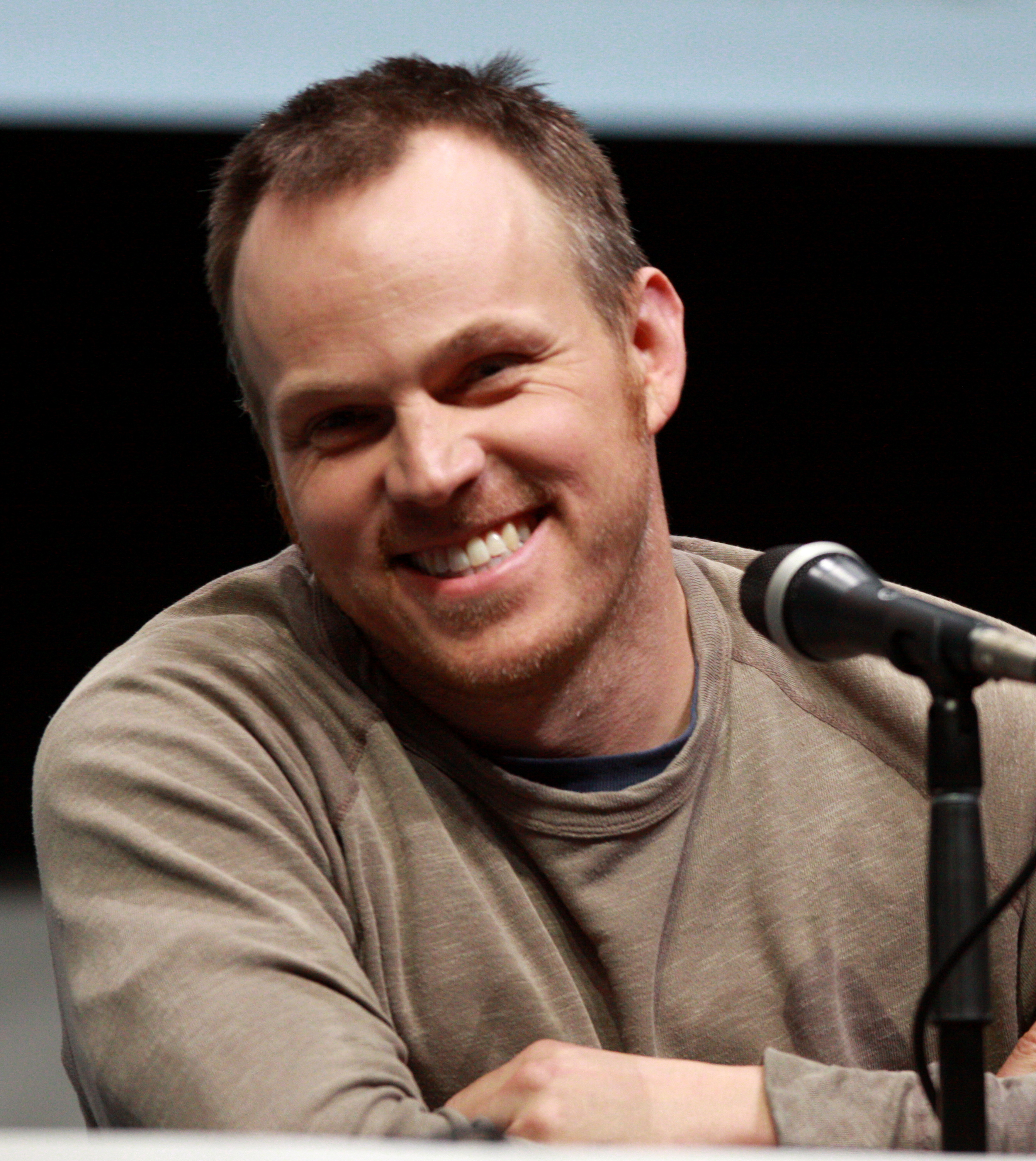
Webb en 2013

Marc Preston Webb (Bloomington, Indiana; 31 de agosto de 1974), conocido como Marc Webb, es un director de cine y videos musicales estadounidense. Debutó en el cine con la comedia dramática romántica (500) Days of Summer (2009), y dirigió el reboot de Spider-Man, con The Amazing Spider-Man (2012), y su secuela The Amazing Spider-Man 2: rise of Electro (2014).

## Biografía
Webb nació en Bloomington, Indiana, hijo de Margaret Ruth (de soltera Stocker), científica, y Norman Lott Webb, que trabaja en educación matemática en la Universidad de Wisconsin. Cuando tenía dieciocho meses, la familia de Webb se trasladó a Madison, Wisconsin, donde se crio. Se graduó en el Madison West High School en 1992, y posteriormente asistió al Colorado College, y a la Universidad de Wisconsin-Madison, de la que se licenció en Filología Inglesa.

## Trayectoria
Webb comenzó su carrera como editor antes de dedicarse a la dirección de vídeos musicales. Se lo contó a The Daily Beast: «El primer vídeo que hice fue para un grupo de Birmingham (Alabama) llamado The Shame Idols. Lo pagué con una tarjeta de crédito y mi madre me prestó unos 500 dólares para terminarlo. Se trataba de una superheroína, algo así como Catwoman. Una mujer cosió el traje y lo rodamos en 16 mm. No se puede ver en ningún sitio y no está en YouTube, y me alegro de que no esté. El primer vídeo que se proyectó fue uno de Blues Traveler titulado «Canadian Rose», pero yo sólo hice el concepto". Entre 1999 y 2009, dirigió vídeos para grupos como Good Charlotte, Evanescence, AFI, 3 Doors Down, Green Day, My Chemical Romance y Snow Patrol.
Su debut en el largometraje, 500 Days of Summer, protagonizada por Joseph Gordon-Levitt y Zooey Deschanel, se estrenó en julio de 2009 con una buena acogida por parte de la crítica. En enero de 2010, Columbia Pictures contrató a Webb para dirigir The Amazing Spider-Man, un reinicio de la franquicia cinematográfica de Spider-Man, estrenada en julio de 2012 y protagonizada por Andrew Garfield y Emma Stone. Volvió para dirigir la secuela, The Amazing Spider-Man 2, que se estrenó el 2 de mayo de 2014. En el desarrollo de la película del Universo Cinematográfico Marvel (MCU) de 2021 Spider-Man: No Way Home para Marvel Studios, Chris McKenna y Erik Sommers bautizaron oficialmente el universo ficticio de las películas de Spider-Man de Webb como el Webb-Verse en su honor. En noviembre de 2021, también se reveló que él, junto con Sam Raimi, fueron contratados como consultores creativos para la película.
En marzo de 2022, Webb firmó para dirigir el thriller sobrenatural Day Drinker, escrito por Zach Dean.

## Filmografía
- 2009: (500) Days of Summer
- 2012: The Amazing Spider-Man
- 2014: The Amazing Spider-Man 2: Rise of Electro
- 2017: Un don excepcional[12]
- 2017: The Only Living Boy in New York[13]
- 2025: Snow White

## Televisión
| Año       | Título                  | Director | Productor ejecutivo | Escritor | Nota |
| --------- | ----------------------- | -------- | ------------------- | -------- | --- |
| 2010      | The Office              | Sí       | No                  | No       | Episodio: "The Manager and the Salesman"                                                                      |
| 2010      | Lone Star               | Sí       | No                  | No       | Episodio: "Pilot"                                                                                             |
| 2012      | Battleground            | No       | Sí                  | No       | |
| 2015–2016 | Limitless               | Sí       | Sí                  | Sí       | Directed "Pilot" Co-wrote and directed "Badge! Gun!"                                                          |
| 2015–2019 | Crazy Ex-Girlfriend     | Sí       | Sí                  | Sí       | Dirigió "Josh Just Happens to Live Here!"; Coescribió y dirigió "Where Is Josh's Friend?"                     |
| 2018–2019 | Instinct                | Sí       | Sí                  | No       | Episodio: "Pilot"                                                                                             |
| 2019      | The Code                | Sí       | Sí                  | No       | Episodio: "Blowed Up"                                                                                         |
| 2019      | The Society             | Sí       | Sí                  | No       | Episodios: "What Happened", "Our Town" and "How it Happens"                                                   |
| 2019–2022 | Blood & Treasure        | No       | Sí                  | No       | |
| 2019–2021 | Why Women Kill          | Sí       | Sí                  | No       | Episodios: "Murder Means Never Having To Say You’re Sorry" y "I'd Liked To Kill Ya But I Just Washed My Hair" |
| 2021      | Rebel                   | Sí       | Sí                  | No       | Episodio: "Pilot"                                                                                             |
| 2021      | The Republic of Sarah   | Sí       | Sí                  | No       | |
| 2021      | Just Beyond             | Sí       | Sí                  | No       | Episodios: "Leave Them Kids Alone" y "We've Got Spirits, Yes We Do"                                           |
| 2024      | Death and Other Details | Sí       | Sí                  | No       | Episodio: "Chapter One: Rare"                                                                                 |

## Videografía

### 1997
- Blues Traveler: "Canadian Rose"

### 1999
- Earth to Andy:"Still After You"

### 2000
- Cold: "Just Got Wicked"
- Santana feat. Musiq: "Nothing at All"

### 2001
- On the Line All Stars feat. Lance Bass: "On the Line"
- Anastacia: "Not that Kind of Girl"
- Backstreet Boys: "Invitation Only"
- 3 Doors Down: "Duck and Run"
- Good Charlotte: "Motivation Proclamation"
- AFI: "The Days of the Phoenix"
- Big Dumb Face: "Duke Lion"
- Felix Brothers: "Right Here, Right Now"
- Oleander: "Are You There?"
- Green Day: "Waiting"
- Good Charlotte: "Festival Song"
- Professional Murder Music: "Slow"
- Stereomud: "Pain"
- Godhead: "Eleanor Rigby"
- Live feat. Tricky: "Simple Creed"
- Pressure 4-5: "Beat the World"
- Tru Vibe: "On the Line"

### 2002
- Unwritten Law: "Seein' Red"
- Counting Crows: "American Girls"
- Soil: "Unreal"
- Puddle of Mudd: "She Hates Me"
- Maroon 5: "Harder to Breathe"
- Hatebreed: "I Will Be Heard"
- The Wallflowers: "When You're on Top"
- O-Town: "These are the Days"
- Hoobastank: "Remember Me"
- Disturbed: "Remember"

### 2003
- Cold – "Stupid Girl"
- P.O.D. – "Sleeping Awake"
- AFI – "The Leaving Song, Pt. II"
- Santana & Alex Band – "Why Don't You & I"
- 3 Doors Down: "Here Without You"
- Memento – "Saviour"
- Wakefield – "Say You Will"
- MxPx – "Everything Sucks"
- P.O.D. – "Will You"
- Brand New – "Sic Transit Gloria... Glory Fades"

### 2004
- P.O.D. – "Change the World"
- Gavin DeGraw – "I Don't Want to Be"
- Smile Empty Soul – "Silhouettes"
- Puddle of Mudd – "Heel over Head"
- Midtown – "Give It Up"
- Yellowcard – "Ocean Avenue"
- My Chemical Romance – "I'm Not Okay (I Promise)"
- Sparta – "Breaking the Broken"
- Jesse McCartney – "Beautiful Soul"
- Dirty Vegas – "Walk into the Sun"
- Coheed and Cambria – "Blood Red Summer"
- Switchfoot – "Dare You to Move" (versión 2)
- Hoobastank – "Disappear"

### 2005
- Jimmy Eat World – "Work"
- Daniel Powter: "Bad Day"
- The Used – "All That I've Got"
- My Chemical Romance – "Helena"
- Snow Patrol – "Chocolate"
- Low Millions – "Eleanor"
- Trey Songz feat. Twista – "Gotta Make It"
- Antigone Rising – "Don't Look Back"
- Hot Hot Heat – "Middle of Nowhere"
- Incubus – "Make a Move"
- Hilary Duff – "Wake Up"
- My Chemical Romance – "The Ghost of You"
- Ashlee Simpson – "Boyfriend"
- Daniel Powter: "Free Loop (One Night Stand)"
- Yellowcard – "Lights and Sounds"
- Weezer – "Perfect Situation"

### 2006
- The All-American Rejects – "Move Along"
- Matisyahu – "Youth"
- Aly & AJ – "Rush"
- Daniel Powter – "Lie to Me"
- Yellowcard – "Rough Landing, Holly"
- AFI – "Miss Murder"
- Ashlee Simpson – "Invisible"
- Fergie – "London Bridge"
- Regina Spektor – "Fidelity"
- Evanescence – "Call Me When You're Sober"
- AFI – "Love Like Winter"
- Pussycat Dolls feat. Timbaland – "Wait a Minute"
- Barefoot – "Rain"
- Teddy Geiger – "These Walls" (versión 2)

### 2007
- Good Charlotte – "The River"
- Relient K – "Must Have Done Something Right"
- P. Diddy – "Last Night"
- My Chemical Romance – "I Don't Love You"
- My Chemical Romance – "Teenagers"
- My Chemical Romance – "Blood"
- Evanescence – "Good Enough" (codirigido con Rich Lee)
- Blaqk Audio – "Stiff Kittens" (codirigido con Rich Lee)
- Regina Spektor – "Better"
- Fergie – "Clumsy" (codirigido con Rich Lee)
- Miley Cyrus – "Start All Over"

### 2008
- Maroon 5 – "Goodnight, Goodnight"
- Nelly feat. Fergie – "Party People"
- The All-American Rejects – "Gives You Hell"

### 2009
- Green Day – "21 Guns"
- She & Him – "Why Do You Let me Stay Here?" (versión 2)
- Green Day – "21st Century Breakdown"
- Weezer – "(If You're Wondering If I Want You To) I Want You To"

### 2010
- Green Day – "Last of the American Girls"